# Algendünger
Algendünger ist ein Dünger auf der Basis von Algen. Aufgrund seines Gehaltes an Kalisalzen, Stickstoff, Phosphor, sowie seines hohen Gehaltes an Magnesium (Bedarf des Menschen siehe Mengenelement, Bedarf der Pflanzen siehe Dünger) und Spurenelementen ist er ein wichtiges Düngemittel vor allem in Biogärten.
Handelsüblicher Algendünger wird hauptsächlich aus getrocknetem Seetang, also Grün- und Braunalgen, gewonnen, beispielsweise aus Treibsel. 
Algenkalk besteht dagegen aus abgestorbenen, mit Mineralien inkrustierten Algen, vor allem der Rotalge Lithothamnium calcareum.